# Apodogaster
Apodogaster is een geslacht van zeekomkommers uit de familie Laetmogonidae.

## Soorten
- Apodogaster alcocki Walsh, 1891